# Stewart Houston
Stewart Mackie Houston (ur. 20 sierpnia 1949 w Dunoon, Szkocja) - szkocki trener piłkarski i piłkarz.
Houston rozegrał w Manchesterze United aż 250 spotkań w których 13 razy pokonał bramkarzy rywali. W reprezentacji Szkocji rozegrał on zaledwie jedno spotkanie w 1976 roku.